# La Courneuve - 8 Mai 1945 (Paris metro)
La Courneuve - 8 Mai 1945  är en slutstation på linje 7 i Paris metro. Stationen invigdes år 1987 och ligger i La Courneuve. Namnet 8 Mai 1945 kommer från andra världskrigets slutdatum 8 maj 1945. Det finns konstnärlig utsmyckning på stationen. Vid stationen kan man byta till Paris spårvagnar linje 1.

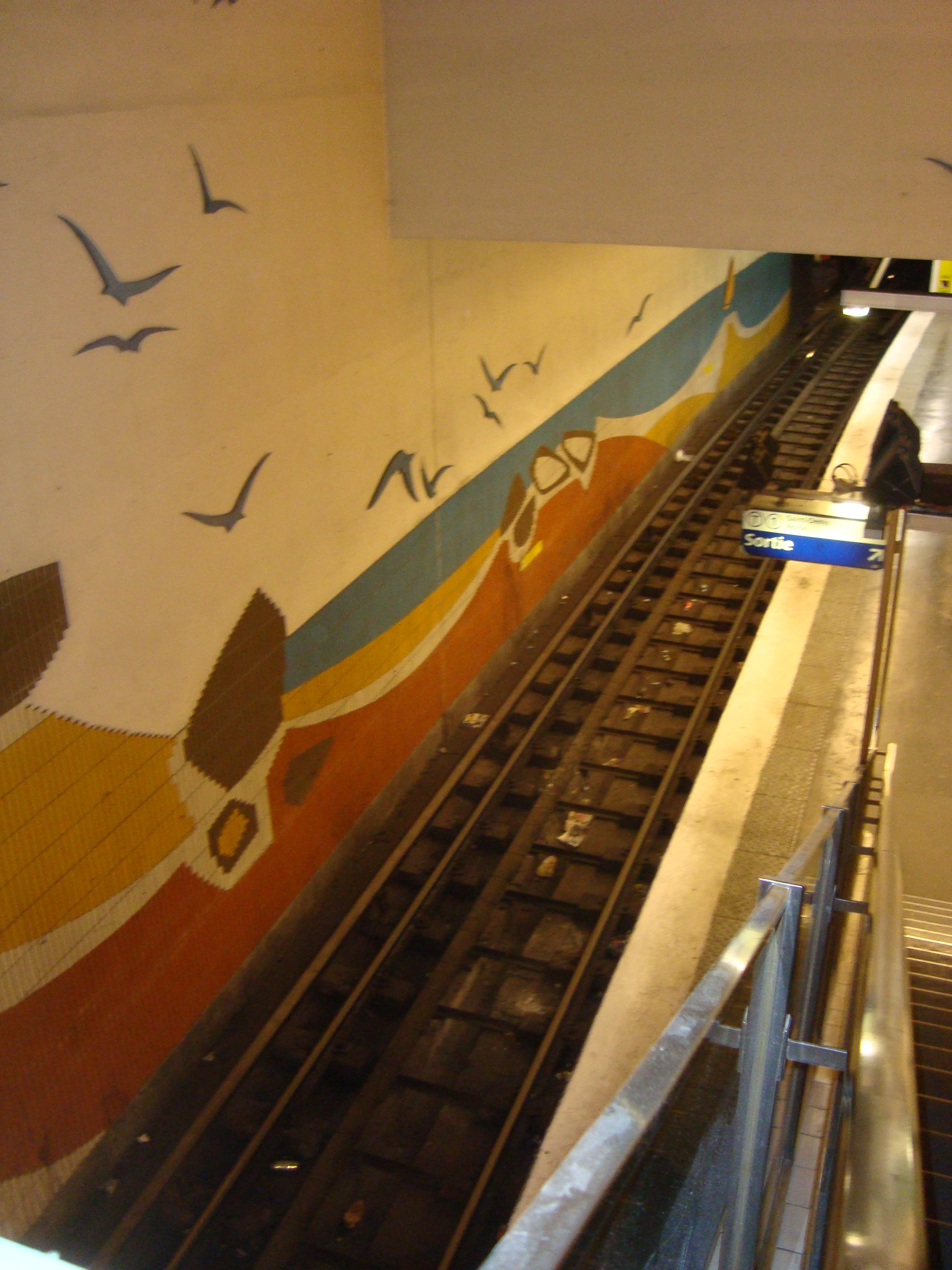
Konst på stationen
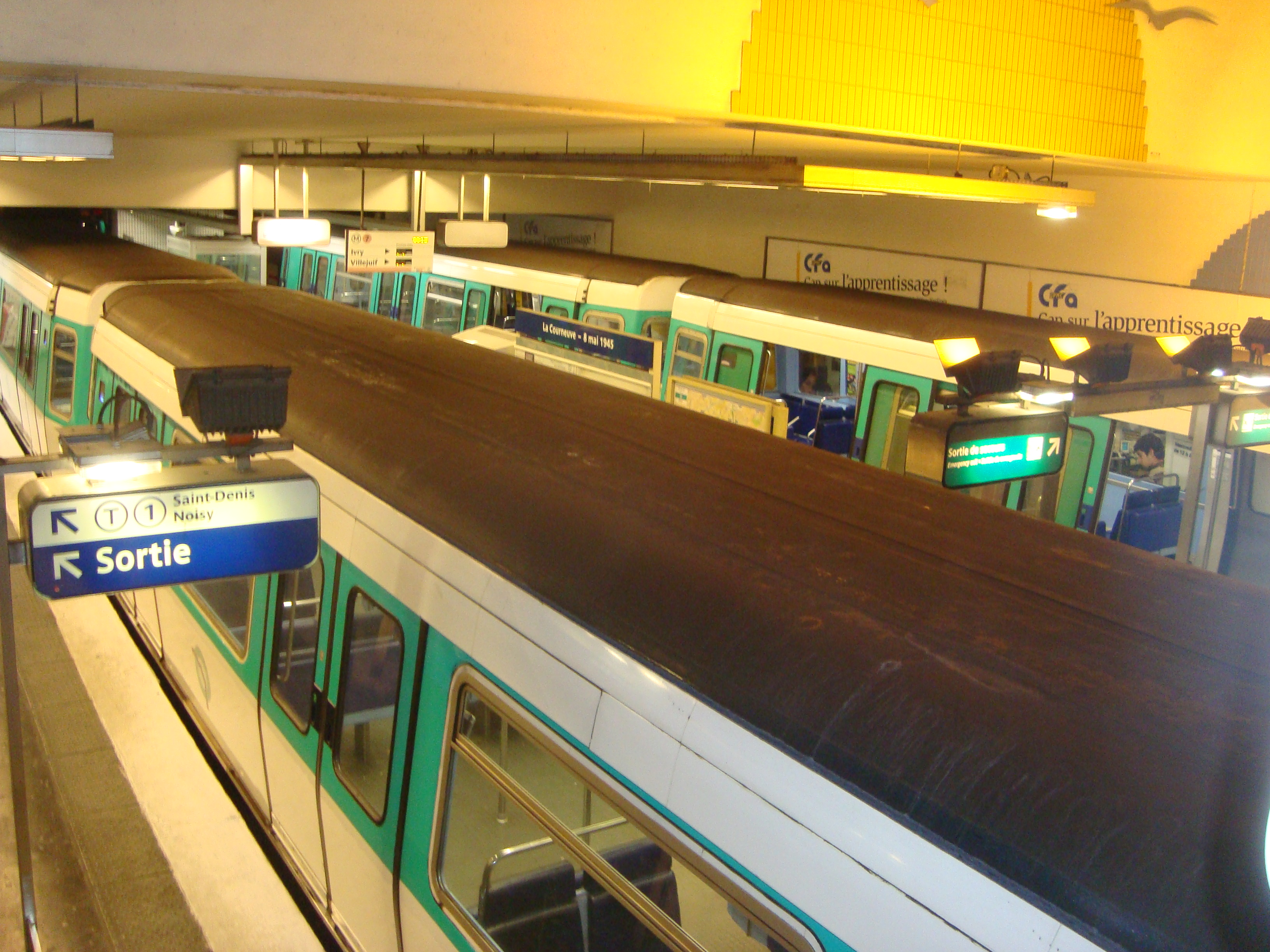
Stationen har flera spår
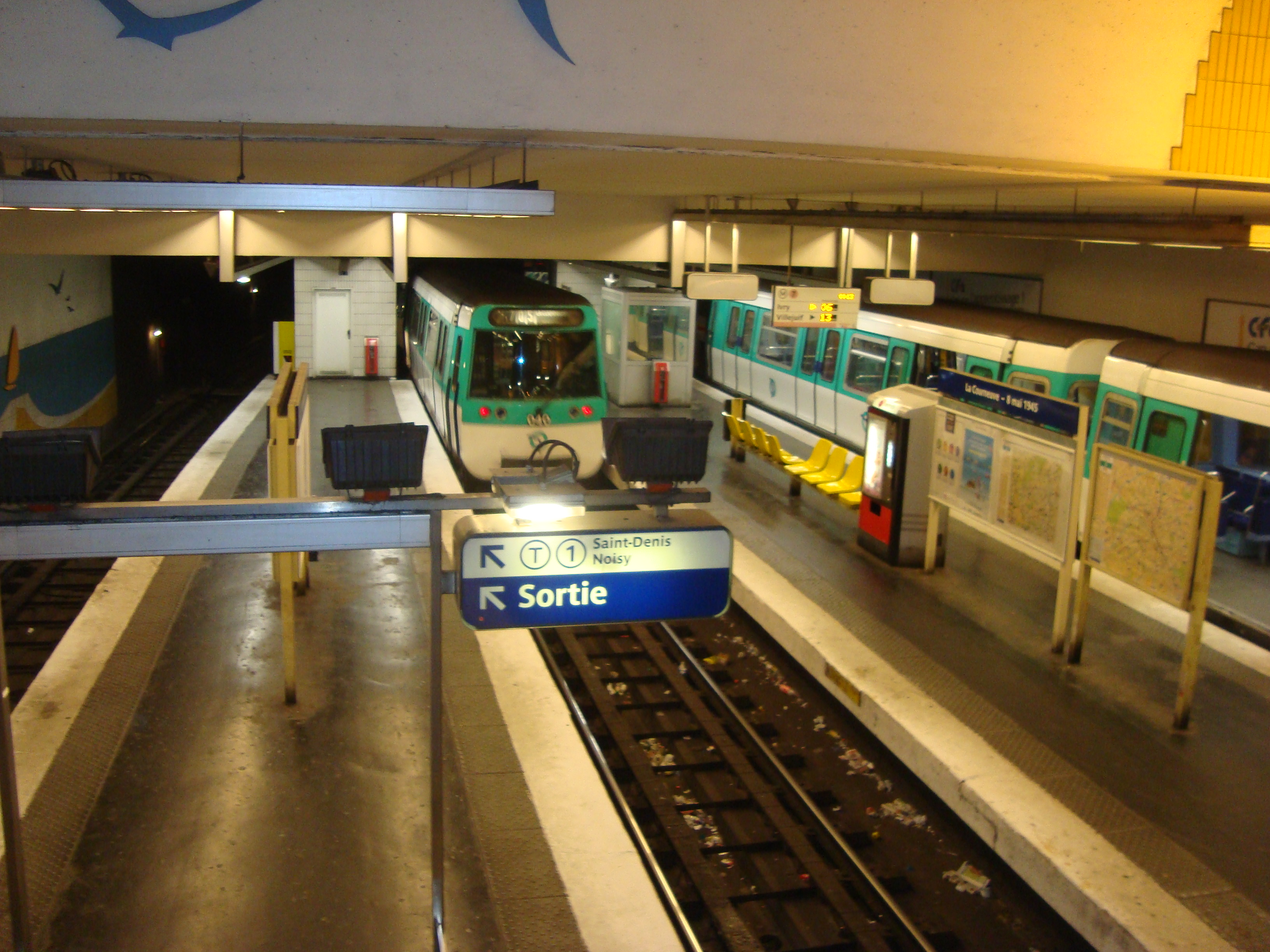
Översiktsbild
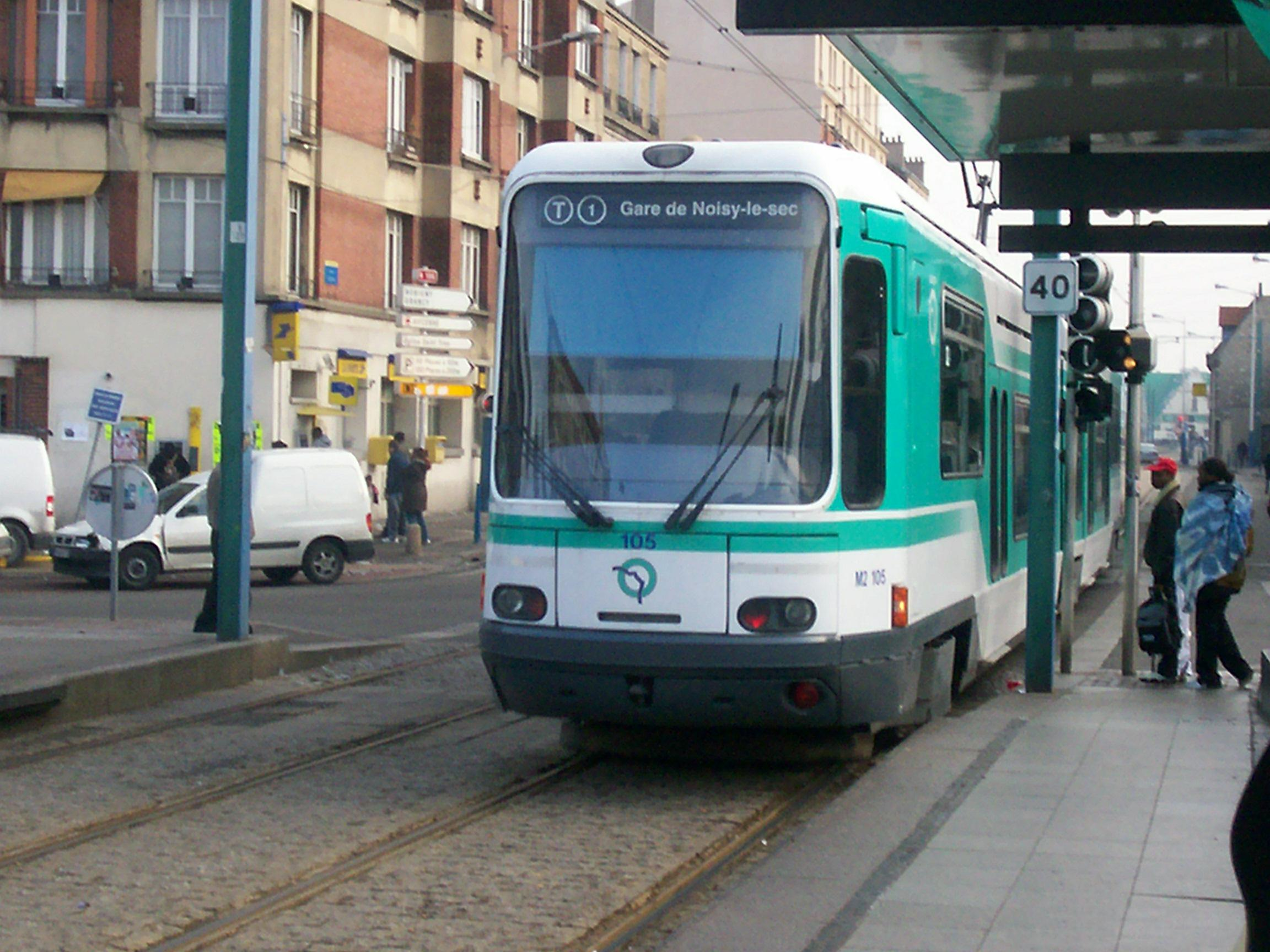
Spårvagn utanför stationen, linje 1